# Boetsja
Boetsja (Oekraïens: Бу́ча [ˈbut͡ʃɐ], Russisch: Бу́ча [ˈbut͡ɕə]) is een voorstad van de Oekraïense hoofdstad Kiev. Boetsja ligt daar zo'n 25 km ten noordwesten van en maakt deel uit van de oblast Kiev. Op 1 januari 2021 had Boetsja naar schatting 36.971 inwoners.

## Geschiedenis
De nederzetting ontstond met de aanleg van de Kiev-Kovel-spoorlijn in 1898 rond een kleine treinhalte bij de rivier de Boetsja. De stad was als treinhalte aan die spoorlijn vergelijkbaar met die in de moderne stad Irpin. In de directe omgeving van de treinhalte Boetsja lag het dorpje Jablonka (niet te verwarren met andere, gelijknamige plaatsen in Slowakije en Polen), waar vroeger een steenfabriek was. Jablonka wordt genoemd in het 19e-eeuwse Poolse geografische woordenboek als het dorp Jabłonka, circa 37 km verwijderd van Kiev.
Tijdens de Tweede Wereldoorlog, vóór de bevrijding van Kiev van de nazi-troepen in december 1943, was Boetsja de locatie van het hoofdkwartier van het 1e Oekraïense Front onder bevel van generaal Nikolaj Vatoetin.
Boetsja kreeg de status van stad op 9 februari 2006. Vóór 1996 was Boetsja een stad binnen de stadsgemeente Irpin.

### Slag bij Boetsja

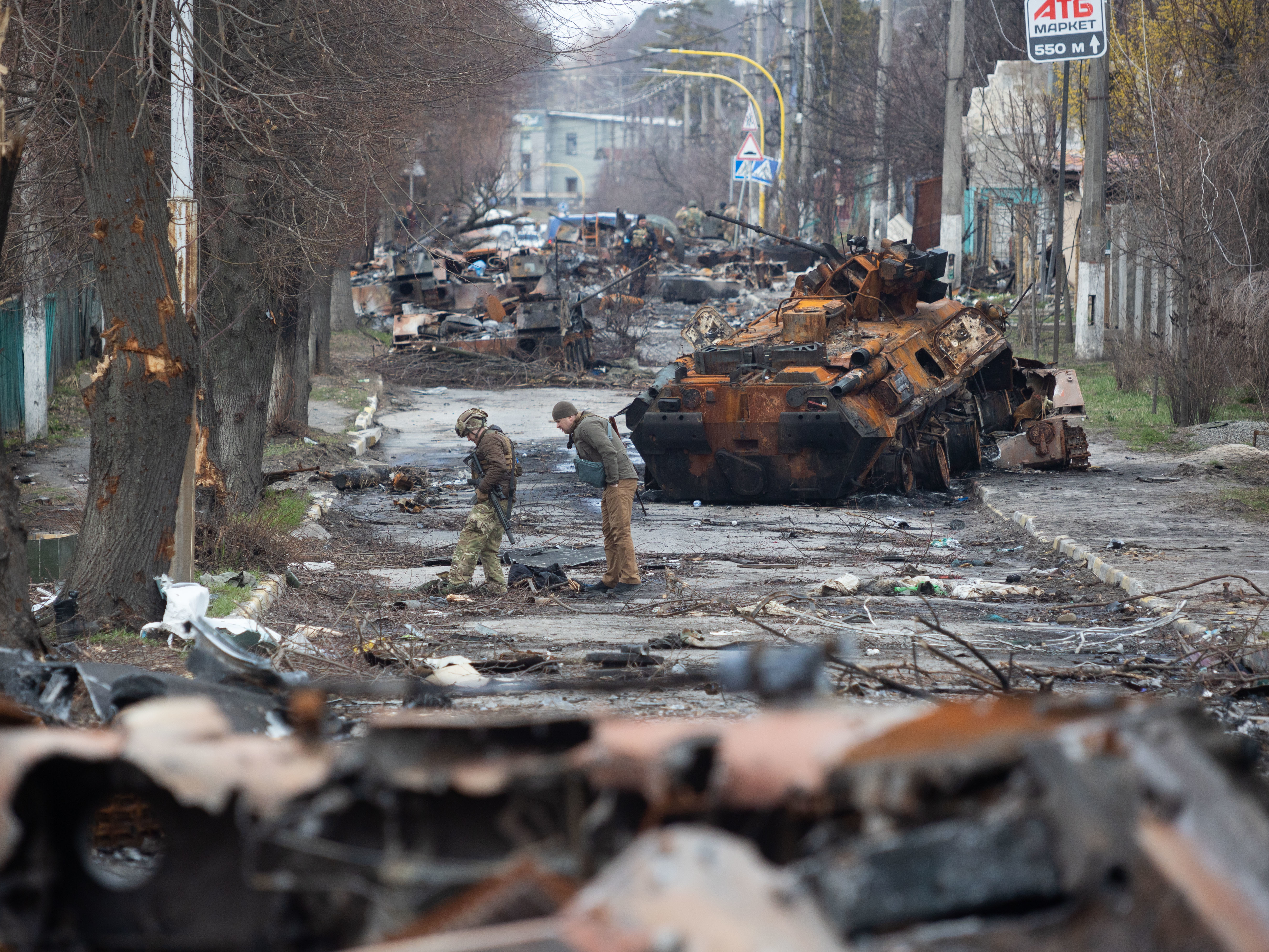
De hoofdstraat van Boetsja op 4 april 2022 na het vertrek van de Russen

Tijdens de Russische invasie van Oekraïne in 2022 vonden er in Boetsja hevige gevechten plaats als onderdeel van het Kiev-offensief, met zware Russische verliezen tot gevolg. Russische troepen vielen in het centrum van Boetsja het oorlogsmonument voor Afghanistan aan, dat ze mogelijk hebben aangezien voor een Oekraïens militair voertuig. De stad werd tijdelijk bezet door Russische troepen. Burgemeester Anatoli Fedoroek maakte op 31 maart 2022 de herovering van Boetsja door Oekraïense troepen bekend.
Terwijl de Russische troepen Boetsja bezet hielden, richtten zij er een bloedbad aan, dat na de Russische terugtrekking op 2 april 2022 werd ontdekt. Uit andere bronnen (waaronder opnames middels drones en satellieten) werd bekend dat de gevolgen van dat bloedbad, door Volodymyr Zelensky genocide genoemd, al veel eerder te zien waren. Volgens burgemeester Fedoroek werden meer dan 300 inwoners geëxecuteerd voordat de Russische troepen vertrokken. Volgens de Oekraïense minister van Buitenlandse Zaken, Dmytro Koeleba, waren de Russische troepen schuldig aan "moord, marteling, verkrachting en plundering". Volgens burgemeester Fedoroek zouden zowel de bezetting als het bloedbad het werk zijn geweest van een Tsjetsjeens bataljon.
Gepubliceerde dodentallen over het aantal burgerslachtoffers in en rond Boetsja varieerden van 400 tot 1200 slachtoffers.